# Revizní komise
Revizní komise je kontrolní orgán nějaké právnické osoby, který má na starosti např. finanční, hospodářskou nebo jinou její činnost. Je orgánem vícečlenným a bývá často zřizován v organizacích samosprávných, právě jako výraz toho, že si daná organizace spravuje své záležitosti sama. Kromě toho jsou zřizovány komise kárné, zkušební apod.

## Příklady některých revizních komisí
- revizní komise Notářské komory – pětičlenná, kontroluje plnění usnesení sněmu komory a činnost prezidia komory
- revizní komise Exekutorské komory – pětičlenná, přezkoumává hospodaření komory, vyjadřuje se k návrhu rozpočtu a schvaluje roční závěrečný účet
- revizní komise České lékařské komory – může mít sedm až devět členů, kontroluje činnost komory a může pozastavit výkon rozhodnutí představenstva, prezidenta, viceprezidenta i okresního shromáždění (podobně u komory stomatologické, lékárnické a veterinárních lékařů)
- revizní komise  České neurofyziologické společnosti viz Ivana Štětkářová
- revizní komise podle Zákona o revizi první pozemkové reformy a zákona o zestátnění majetku hlubocké větve Schwarzenbergů sestávající ze 6 členů a 6 náhradníků, které jmenovala vláda na návrh ministra zemědělství